# Adubelo Phiri
Pour les articles homonymes, voir Phiri.
Adubelo Phiri est un footballeur zambien né le 16 janvier 1983.
Il a notamment participé à la Coupe d'Afrique des nations 2008 avec l'équipe de Zambie.

## Carrière
- 2005-2006 : Red Arrows ( Zambie)
- 2007-2008 : Ferroviario Huila ( Angola)
- 2008-2009 : Primeiro de Agosto ( Angola)
- 2010- : Red Arrows ( Zambie)